# Выборы губернатора Самарской области (2024)
Досрочные выборы губернатора состоялись в Самарской области 8 сентября 2024 года в единый день голосования. Решением избирательной комиссии Самарской области голосование проводилось в течение трех дней подряд с 6 по 8 сентября 2024 года.
Губернатор избирается сроком на 5 лет. На тот же срок избранный губернатор назначает членом Совета Федерации одну из кандидатур, заявленных при выдвижении.
На 1 января 2024 года в Самарской области было зарегистрировано 2 396 252 избирателей, из которых около 38,21 % (915 616 избирателей) в городском округе Самара. На выборах губернатора в сентябре 2023 года в списках было 2 411 123 избирателей. Тогда при голосовании было выдано 1 296 989 избирательных бюллетеней, явка составила 53,79 %.

## Предшествующие события
25 сентября 2017 года, после отставки Николая Меркушкина, президент России Владимир Путин назначил члена Совета Федерации от правительства Самарской области Дмитрия Азарова временно исполняющим обязанности губернатора. В июле 2018 года Азаров был выдвинут партией «Единая Россия» на выборах губернатора. 9 сентября 2018 года состоялись досрочные выборы, на которых Дмитрий Азаров получил 72,63 % голосов при явке 47,93 % и победил в первом туре. Был избран на 5 лет до сентября 2023 года. После инаугурации Азаров назначил в Совет Федерации Фарита Мухаметшина.
В июле 2023 года «Единая Россия» вновь выдвинула Дмитрия Азарова кандидатом на выборах губернатора Самарской области. В единый день голосования 10 сентября 2023 года состоялись очередные выборы, на которых Азаров получил 83,83 % голосов при явке 53,79 % и победил в первом туре. Был избран на 5 лет до сентября 2028 года. После инаугурации Азаров вновь назначил в Совет Федерации Фарита Мухаметшина.
31 мая 2024 года, менее через год после проведенных выборов, Дмитрий Азаров подал в отставку, которая была принята в тот же день президентом России Владимиром Путиным. Президент указом назначил временно исполняющим обязанности губернатора Самарской области первого заместителя губернатора Тульской области — председателя правительства Тульской области Вячеслава Федорищева.

## Организация выборов
Избирательная комиссия Самарской области состоит из 14 членов с правом решающего голоса. Должность председателя с июля 2011 года занимает Вадим Михеев (15 декабря 2011 года переизбран на 5 лет). Действующий состав комиссии сформирован в декабре 2021 года на 5 лет (2021—2026), половина которого назначена Губернатором Самарской области, половина — Самарская губернская дума.

###### Ключевые даты
- 8 июня депутаты Самарской губернской думы назначили выборы в единый день голосования — 8 сентября 2024 года;
  - 12 июня — официальная публикация решения о назначении выборов в газете «Волжская коммуна»;
  - 15 июня — публикация избиркомом расчёта числа подписей, необходимых для регистрации кандидата (следующие 3 дня);
  - с 12 июня по 21 июля до 18:00 — выдвижение кандидатов (30 дней после дня официального опубликования решения о назначении выборов);
  - агитационный период начинается со дня выдвижения кандидата и прекращается за одни сутки до дня голосования;
- с 14 июля по 24 июля до 18:00 — представление документов для регистрации кандидатов. К заявлениям должны прилагаться листы с подписями депутатов муниципальных образований (муниципальный фильтр);
- с 10 августа по 6 сентября — период агитации в СМИ;
- 8, 9, 10 сентября — дни голосования.

## Кандидаты
Кандидатов выдвинули 8 партий, зарегистрировано 6 кандидатов.
| Кандидат | Кандидат           | Деятельность/должность (на момент выдвижения)                                          | Субъект выдвижения                | Статус              | Кандидаты в Совет Федерации                      |
| -------- | ------------------ | -------------------------------------------------------------------------------------- | --------------------------------- | ------------------- | ------------------------------------------------ |
|          | Вадим Байков       | первый секретарь комитета Самарского отделения партии «Коммунисты России»              | «Коммунисты России»               | отказ в регистрации |                                                  |
|          | Наталья Бисярина   | советник по правовым вопросам АО "Специализированный застройщик «Кошелев-проек Самара» | ЛДПР                              | зарегистрирован     |                                                  |
|          | Григорий Еремеев   | пенсионер                                                                              | «Демократическая партия России»   | отказ в регистрации |                                                  |
|          | Алексей Лескин     | депутат Самарской губернской думы, заместитель председателя                            | КПРФ                              | зарегистрирован     |                                                  |
|          | Михаил Маряхин     | депутат Самарской губернской думы                                                      | «Справедливая Россия — За правду» | зарегистрирован     |                                                  |
|          | Владимир Плякин    | депутат Государственной думы, член комитета по промышленности и торговле               | «Новые люди»                      | зарегистрирован     |                                                  |
|          | Степан Соловьев    | самозанятый                                                                            | «Зелёная альтернатива»            | зарегистрирован     |                                                  |
|          | Вячеслав Федорищев | временно исполняющий обязанности губернатора Самарской области                         | «Единая Россия»                   | зарегистрирован     | Дмитрий Азаров, Марина Сидухина, Андрей Трифонов |

## Социология и прогнозы
С 9 по 18 июля фонд «Общественное мнение» опросил в Самарской области 1200 респондентов. Опрос зафиксировал высокую декларируемую явку — 79 %. При этом 46 % опрошенных заявили, что врио губернатора Вячеслав Федорищев вызывает у них положительное впечатление, а 73 % респондентов допустили, что проголосуют за Федорищева.

## Результаты

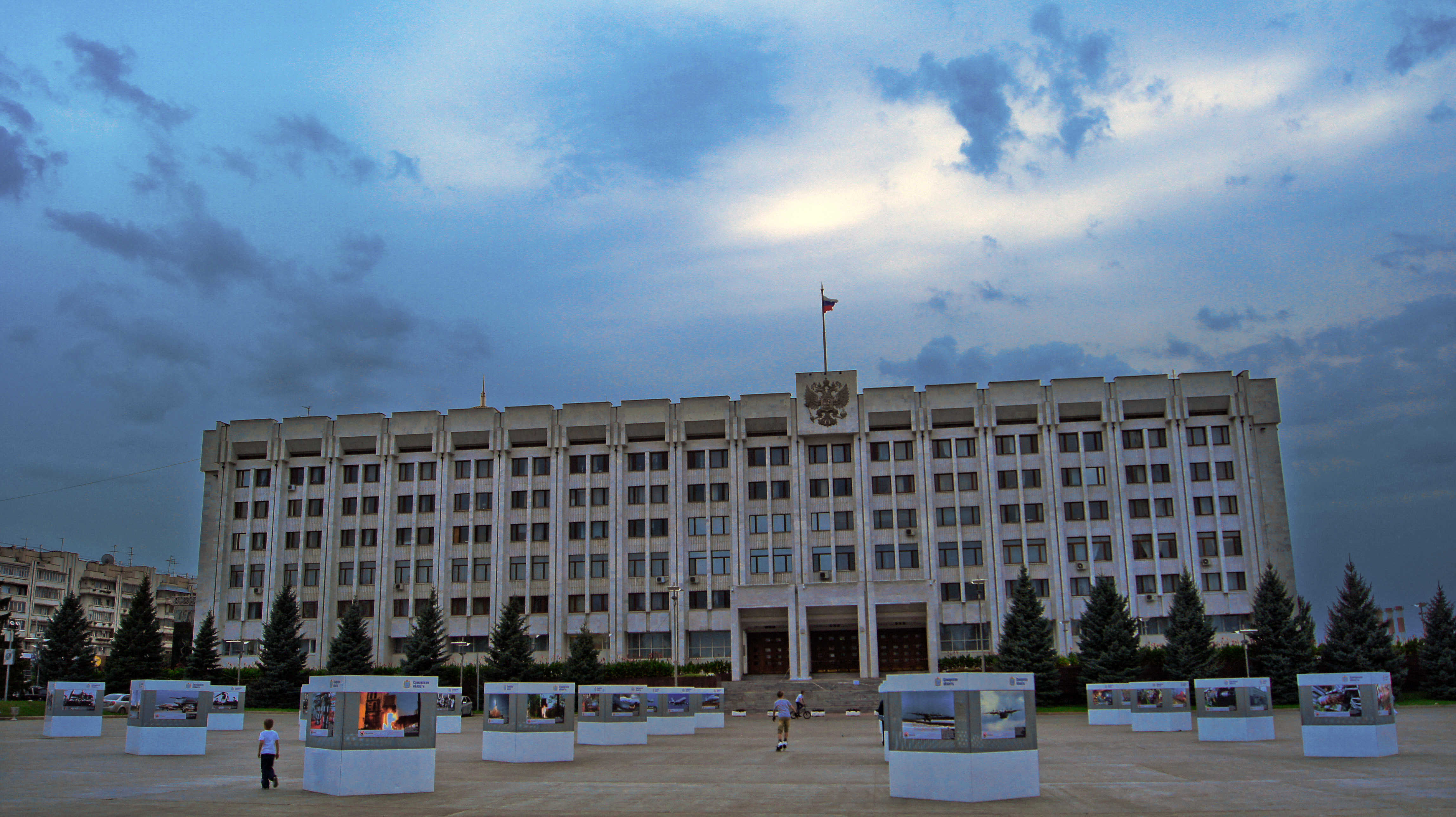
Здание правительства и администрации губернатора в Самаре на Площади Славы.

10 сентября 2024 года Избирательная комиссия Самарской области подвела окончательные результаты выборов. Губернатором Самарской области избран Федорищев Вячеслав Андреевич, кандидат от «Единой России».
| Место                                    | Место                                    | Кандидат                                 | Партия                                   | Голосов   | %       |
| ---------------------------------------- | ---------------------------------------- | ---------------------------------------- | ---------------------------------------- | --------- | ------- |
|                                          | 1.                                       | Вячеслав Федорищев                       | «Единая Россия»                          | 1 045 504 | 79,56 % |
|                                          | 2.                                       | Алексей Лескин                           | КПРФ                                     | 91 077    | 6,73 %  |
|                                          | 3.                                       | Наталья Бисярина                         | ЛДПР                                     | 78 557    | 5,98 %  |
|                                          | 4.                                       | Михаил Маряхин                           | «Справедливая Россия — За правду»        | 35 231    | 2,68 %  |
|                                          | 5.                                       | Владимир Плякин                          | «Новые люди»                             | 29 280    | 2,23 %  |
|                                          | 6.                                       | Степан Соловьев                          | «Зеленая альтернатива»                   | 16 546    | 1,26 %  |
| Недействительных бюллетеней              | Недействительных бюллетеней              | Недействительных бюллетеней              | Недействительных бюллетеней              | 17 842    | 0,50 %  |
| Всего бюллетеней в ящиках                | Всего бюллетеней в ящиках                | Всего бюллетеней в ящиках                | Всего бюллетеней в ящиках                | 1 314 708 | 100 %   |
|                                          |                                          |                                          |                                          |           |         |
| Число бюллетеней, выданных на участке    | Число бюллетеней, выданных на участке    | Число бюллетеней, выданных на участке    | Число бюллетеней, выданных на участке    | 1 167 545 | 88,80 % |
| Число бюллетеней, выданных вне помещения | Число бюллетеней, выданных вне помещения | Число бюллетеней, выданных вне помещения | Число бюллетеней, выданных вне помещения | 147 163   | 11,20 % |
|                                          |                                          |                                          |                                          |           |         |
| Явка избирателей                         | Явка избирателей                         | Явка избирателей                         | Явка избирателей                         | 1 296 989 | 54,84 % |
| Число избирателей                        | Число избирателей                        | Число избирателей                        | Число избирателей                        | 2 396 252 | 100 %   |